# Moulsford
Moulsford is een civil parish in het bestuurlijke gebied South Oxfordshire, in het Engelse graafschap Oxfordshire met 601 inwoners.

## Geboren
- Ann Packer (1942), olympische kampioene 800 m